# Lakner Endre
Lakner Endre (Szombathely, 1842. október 12. – Szombathely, 1872. március 5.) római katolikus szombathelyi egyházmegyei pap és szentszéki jegyző. 

## Élete
Szülővárosában végezte a gimnáziumot és hallgatta a teológiát. 1865. április 23-án pappá szentelték és püspöki szertartóvá nevezték ki. 1867-től haláláig a szombathelyi püspöki és házassági törvényszék jegyzője volt.
Előszeretettel foglalkozott a régészettel. Cikke az Archaeologiai Értesítőben: Iránypontok a vasmegyei régészeti egylet első működése elé (1872).

## Munkája
- Szent Márton toursi püspök valódi születéshelyének földerítése. Szombathely, 1865.